# Achyut Patwardhan
Achyut Patwardhan (5 de fevereiro de 1905 – 5 de agosto 1992) foi um ativista e líder político da independência da Índia e fundador do Partido Socialista da Índia. Como filósofo, ele defendia que a transformação social dependia da mudança interior de cada indivíduo.
Sua trajetória política foi marcada pela resistência pacífica ao domínio britânico na Índia. Ele se juntou à campanha de Gandhi de desobediência civil em 1932 e enfrentou diversas prisões nos anos seguintes. Também foi um dos líderes do movimento Quit India, que exigia a saída imediata dos britânicos em 1942, e apoiou a formação de um governo paralelo no distrito de Satara.
Ele tinha uma visão socialista da sociedade e buscava influenciar o Congresso nessa direção. Promoveu acampamentos educacionais para jovens, nos quais ensinava os princípios do socialismo e os preparava para a ação socialista. Também se inspirava na teosofia e na filosofia de Jiddu Krishnamurti.

## Publicações
- Patwardhan, Achyut (1971). Ideologies and the perspective of social change in India. Col: Issue 1 of Balwantrai Mehta memorial lectures. [S.l.]: University of Bombay. 42 páginas
- Mehta, Asoka; Patwardhan, Achyut (1942). The communal triangle in India. [S.l.]: Kitabistan. 263 páginas